# ننه خانم استاد
ننه‌خانم، معروف به حاجیه استاد و نیز ننه‌خانم استاد، یکی از همسران برجسته و با نفوذ فتحعلی شاه قاجار بود. وی نه تنها به عنوان همسر شاه جایگاه ویژه‌ای در دربار قاجار داشت، بلکه به دلیل توانمندی‌های مدیریتی و هوش سیاسی خود، به یکی از بانوان تأثیرگذار در ساختار قدرت حرمسرای شاه تبدیل شد. نقش ننه خانم در دربار، فراتر از جایگاه یک همسر عادی بود و او وظایف و مسئولیت‌های مهمی بر عهده داشت که جایگاه ویژه‌ای به او می‌بخشید. شاه برای نشان دادن علاقه‌اش به او، ننه خانم را به سفر حج فرستاد و از آن رو حاجیه خوانده شد.

## زندگی‌نامه
ننه‌خانم، دختر محمد مهدی خان شحنه مازندرانی پازواری، شحنۀ بابل و از اُمرای روزگار فتحعلی شاه قاجار در مازندران بود. او همچنین مادر طیغون خانم و عمه رضاقلی خان هدایت، شاعر و نویسنده نامدار قاجار، بود. یکی دیگر از دختران او، عزت نساء خانم، با میرزا آقاسی، صدراعظم محمدشاه قاجار، ازدواج کرده بود. این ازدواج پیوندهای خانوادگی ننه خانم را با چهره‌های سیاسی و ادبی قاجار تقویت کرد و بر نفوذ او افزود.
به دلیل اعتبار و جایگاه ننه خانم، نوه او الله‌قلی‌خان ایلخانی، که پسر عزت نساء خانم از همسر اولش بود، نیز همواره به عنوان یکی از نوه‌های عزیزکردۀ فتحعلی شاه شناخته می‌شد. او در میان شاهزادگان و خانواده سلطنتی جایگاهی ویژه داشت و به گفته سلطان احمد میرزا عضدالدوله، با او مانند نوه‌های پسری برخورد می‌شد و نه نوه‌های دختری؛ رفتاری که نشان‌دهنده احترام خاصی بود که به ننه‌خانم و خانواده او در دربار می‌شد.

#### نقش در حرمسرا و وظایف درباری
ننه خانم نه تنها به عنوان یکی از همسران فتحعلی شاه در حرمسرا حضور داشت، بلکه مسئولیت‌های مهمی نیز به عهده داشت. او به عنوان مسئول نمازخانه شاه و صندوق تنخواه حرمسرا منصوب شده بود. این مسئولیت‌ها به او امکان می‌داد تا نظارت دقیق و مدیریت مالی و مذهبی حرمسرای شاه را بر عهده بگیرد. علاوه بر این، او مسئول رسیدگی به تعدادی از دیگر همسران شاه بود و به آنها نظارت می‌کرد.
یکی از دیگر وظایف ننه خانم، نظارت بر خواجگان دربار بود. او مدیریت خواجگانی را بر عهده داشت که وظیفه داشتند تالارهای سلطانی را روشن نگه دارند و امور مربوط به تالارهای سلطنتی را انجام دهند. این مسئولیت‌ها نشان‌دهنده جایگاه مهم و تأثیرگذار ننه خانم در ساختار اجرایی دربار بود.

#### رابطه نزدیک با فتحعلی شاه
ننه خانم در دربار قاجار نه تنها به دلیل وظایف رسمی خود شناخته می‌شد، بلکه نزدیکی او به شخص شاه نیز او را به یکی از زنان با نفوذ تبدیل کرده بود. فتحعلی شاه، که به او اعتماد زیادی داشت، گاهی با او به قماربازی می‌پرداخت و گاه از روی علاقه به او می‌باخت. این نوع روابط غیررسمی و دوستانه میان ننه خانم و شاه نشان‌دهنده سطح بالای صمیمیت و اعتماد میان آنها بود. همچنین ننه خانم از معدود زنانی بود که اجازه داشت در کنار شاه بنشیند، جایگاهی که نشان از اعتبار و نفوذ فراوان او در دربار قاجار داشت.

#### بعد از مرگ فتحعلی شاه
پس از مرگ فتحعلی شاه، برخلاف بسیاری از همسران دیگر او، ننه خانم از حرمسرای شاهی بیرون نرفت و همچنان در کاخ سلطنتی باقی ماند. محمدشاه قاجار، جانشین فتحعلی شاه، با ننه خانم همچون مادر خود رفتار می‌کرد و برای او احترام زیادی قائل بود. این احترام و توجه باعث شد که ننه خانم تا پایان عمر همان منزلت و جایگاهی را که در زمان فتحعلی شاه داشت، حفظ کند.